# Rathaus (Marktgraitz)

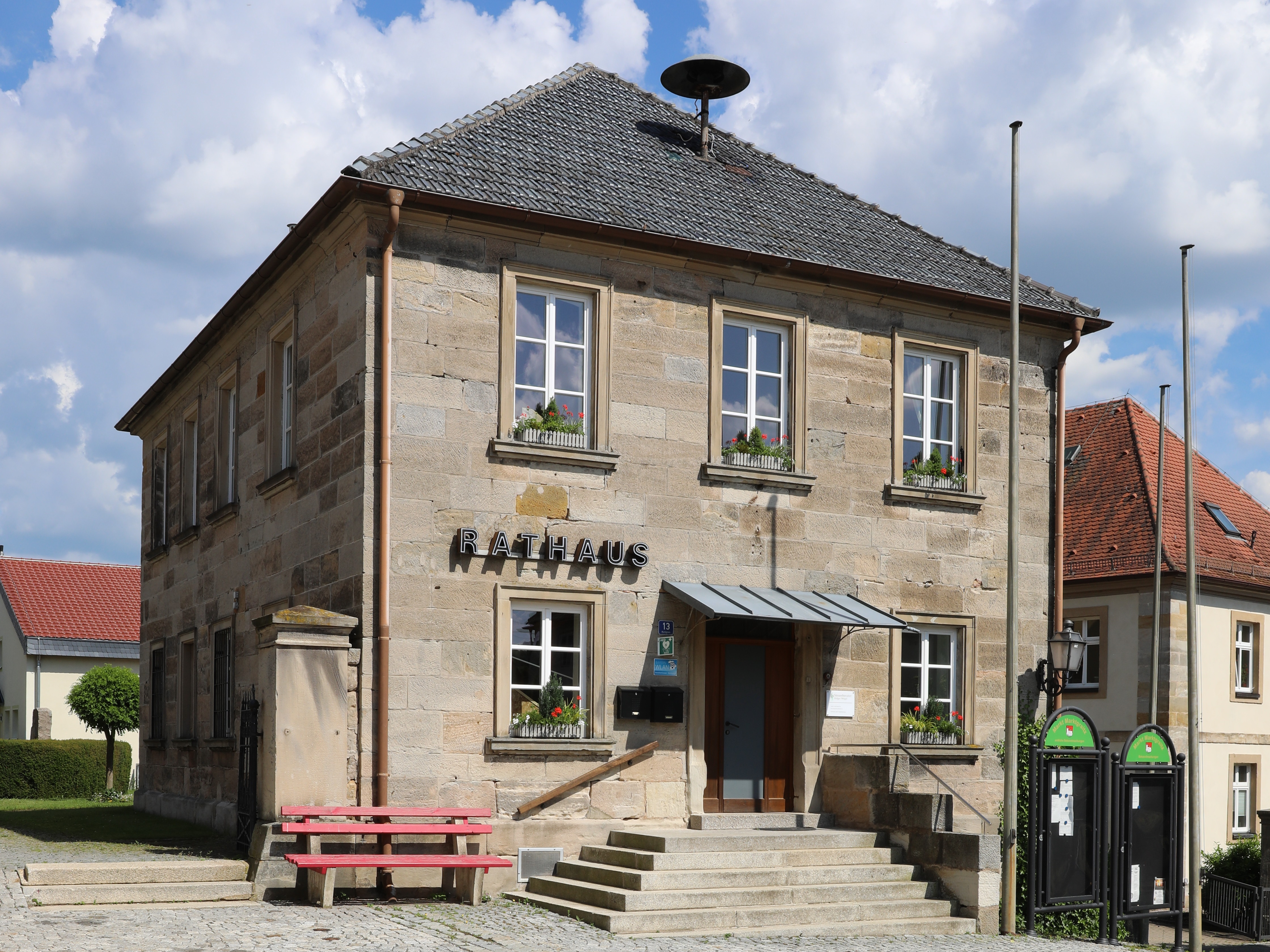
Rathaus in Marktgraitz

Das Rathaus in Marktgraitz, einer Gemeinde im oberfränkischen Landkreis Lichtenfels in Bayern, wurde 1871 als Schulhaus errichtet. Das Rathaus am Marktplatz 13 ist ein geschütztes Baudenkmal.
Der zweigeschossige Sandsteinquaderbau mit Walmdach hat drei zu drei Fensterachsen.